# Pokpok
Pokpok is een dialect van het Nataoraans Amis, een Centrale taal gesproken in Taiwan. Het Pokpok wordt in één dorp in het zuidoosten van het Nataoraans Amis-taalgebied gesproken.

## Classificatie
- Austronesische talen
  - Oost-Formosaanse talen
    - Centrale talen
      - Nataoraans Amis
        - Pokpok

Cikosowaans · Kaliyawaans · Nataoraans · Natawraans · Pokpok · Ridaw · Sakizaya